# Kakucs
Kakucs är en ort i Ungern.   Den ligger i provinsen Pest, i den centrala delen av landet, 40 km sydost om huvudstaden Budapest. Kakucs ligger 114 meter över havet och antalet invånare är 2 707.
Terrängen runt Kakucs är platt. Runt Kakucs är det ganska tätbefolkat, med 129 invånare per kvadratkilometer. Närmaste större samhälle är Dabas, 7,4 km sydväst om Kakucs. Omgivningarna runt Kakucs är en mosaik av jordbruksmark och naturlig växtlighet.